# 赵雷
赵雷（1986年7月20日—），中国大陆民谣歌手，獨立音樂人，唱作人，北京房山人，民谣圈内称他雷子。早期曾有过酒吧歌手和流浪歌手的经历，去过西藏，丽江等地，也参加过一些综艺节目，办过一些小型巡演，2017年因参加湖南卫视《歌手2017》而走红，目前已发行了4张錄音室專輯和1张现场专辑。赵雷的词以白描为主，质朴坦诚，又不失文艺，作品多以生活中的细节作为描写对象，代表作有《成都》、《南方姑娘》、《我记得》、《鼓楼》等。

## 个人经历

### 早年经历
赵雷在北京市房山县良乡镇的一个农村家庭出生长大，父母是生意人，开了一家小卖部，母亲是回族人。父母对赵雷的管教不是很严厉，总是满足他想要的东西，对未来的期望曾经是上个大学然后当个兵。1999年，在一部两岸合资的电影《美丽新世界》中，有一个由伍佰扮演的流浪歌手，每天背着吉他在人来人往的上海地下道唱歌，那时的赵雷曾经幻想着自己也能像伍佰那样在地下道唱歌。
2003年，17岁的赵雷在地下通道里邂逅了一个抱着吉他弹唱罗大佑《光阴的故事》的人，“当时就觉得那样子太酷了，听得特别热血沸腾，当天晚上就把《光阴的故事》给学会了。”第二天，赵雷便叫了同学一起去地下通道唱歌。，在高中毕业后，赵雷放弃了收到的大学录取通知书，在地下通道又继续唱了一段时间后，来到了北京后海的酒吧开始了驻唱生涯，一个晚上唱四五十首歌，拿八十块的工资。酒吧驻唱时期，赵雷认识了对自己影响很大的赵照。赵照教赵雷吹口琴，赵雷把赵照当作自己的老师。

在当了两年的酒吧歌手后，赵雷开始了他的流浪歌手生活，途径西安、兰州等城市去了西藏，在拉萨的浮游酒吧与民谣歌手大冰成为知己之交，又沿着滇藏公路去了云南丽江，在火塘酒吧里唱歌。在这期间，赵雷创作了《咬春》《开往北京的火车》等作品，流浪歌手的经历让他充实了自己，为之后的创作打下了基础。

### 独立音乐人经历
- 2009年，结束了漂泊生活的赵雷回到了北京，此时他在民谣圈已经小有名气。“微薄之盐”创始人乔小刀推出的集合了十位音乐创作人的精选专辑《速写穿乐》，将赵雷的作品《北京的冬天》收录其中[5]，专辑首发演唱会5月15日于星光现场音乐厅举行，在随后的全国巡演中，赵雷也参与其中。

- 2010年5月，赵雷首次参加了2010年草莓音乐节和第九届迷笛音乐节，之后又参加了湖南卫视快乐男声长沙赛区海选，得到了音乐人宋柯的认可，并拿到了赛季全球第二张PASS卡，但因其被质疑与评委乔小刀的有合约关系，又被媒体炒作为“作弊”，进而被取消比赛资格[6]，澄清误会后又转战广州赛区海选，一路凭借自己原创作品进入20强，但最终以2票之差止步12强，最终名次是全国第14名[7]。

- 2011年7月，他通过借钱发行了首张个人专辑《赵小雷》[8]，并获得不错反响；同年12月4日，他举办了首场个人专辑发布会，主题为2012年之前最温暖的民谣。

- 2012年10月－11月，他同其他四位音乐人骑摩托车举办了一次名为“十个轮子上的民谣之路”的全国巡演[9]，这场巡演从成都出发一路向东到深圳，经过15座城市，举办了11场演唱会，共历时30天[10]。

- 2013年，他在中国先后举办了44场全国巡演。

- 2014年，1月参加《中国好歌曲》演唱原创歌曲《画》被导师刘欢选中并称赞为“一段时间内看到的最好的一首歌词”[11]最终获得刘欢组8强，《画》也收录在刘欢的原创大碟《新九拍》中；10月发布第二张个人专辑《吉姆餐厅》。

- 2015年，1月的“年度独立音乐颁奖”他被评为“年度十大音乐人”，专辑《吉姆餐厅》也被评为“年度十大专辑”[12]；9月23日发布个人单曲《再也不会去丽江》；11月15日他在北京开启了13场“我们的时光”全国巡演的第一场[13]，巡演效果获得业内广大关注。

- 2016年，3月与歌手伍佰一起作为嘉宾参加台湾STREETVOICE主办的《大事发声》节目。9月6日召开发布会宣布开启“无法长大”全国巡演[14]；10月24日，发布个人单曲《成都》，一经上线便赢得巨大反响[15]；12月21日，发布第三张个人专辑《无法长大》[16]，收录了一些之前单独发布的单曲。

- 2017年，2月4日作为挑戰歌手参加湖南卫视《歌手2017》第三期，演唱原创歌曲《成都》並以第2名挑戰成功[17]；第四期，再次演唱原创歌曲《理想》取得第7名；第五期，演唱民谣歌曲《月亮粑粑》取得综合排名第8名后被淘汰[18]。赵雷从此获得了广泛关注，仿佛一夜爆红，各种商业演出邀约纷至沓来，但是大部分赵雷都拒绝了。同年赵雷演唱的成都（两会版）正式上线。7月20日，首届唱工委音乐盛典（CMIC Music Awards）在北京举办，由赵雷创作词曲并演唱的《成都》获得年度歌曲奖[19]，赵雷个人也获得最佳民谣演唱奖。9月17日，和高圆圆合作的《成都》MV上线，两个月后由侯祖辛导演的同名微电影上线；11月8日发布单曲《静下来》。
- 2018年，1月发布单曲《十九岁》，7月为电影《西虹市首富》创作宣传曲《彩虹下面》。
- 2019年，赵雷回归《大事发声》第三季。12月18日发布单曲《小人物》。
- 2022年，时隔六年赵雷的第四张录音室专辑《署前街少年》在8月29日凌晨上线，专辑中单曲《我记得》获网易云音乐2022年度音乐奖年度最佳单曲第二名。赵雷也凭借该专辑获第34届金曲奖最佳华语男歌手奖提名。

## 作品

### 录音室专辑
| # | 名称       | 发行时间       | 制作公司 | 发行公司             | 曲目 |
| - | ---------- | -------------- | -------- | -------------------- | --- |
| 1 | 赵小雷     | 2011年8月7日   | 独立     | 独立                 | ★ 1. 人家 2. 未给姐姐寄出的信 3. 画 4. 不开的唇 5. 赵小雷 6. 南方姑娘 7. Over 8. 开往北京的火车 9. 背影 10. 妈妈 11. 民谣 |
| 2 | 吉姆餐厅   | 2014年10月19日 | 独立     | 华音鼎天唱片         | ☆ 1. 吉姆餐厅 2. 少年锦时 3. 梦中的哈德森 4. 我们的时光 5. 理想 6. 三十岁的女人 7. 家乡 8. 浮游 9. 小屋 10. 北京的冬天    |
| 3 | 无法长大   | 2016年12月21日 | 独立     | 独立                 | ★ 1. 朵儿 2. 玛丽 3. 阿刁 4. 鼓楼 5. 孤独 6. 成都 7. 窑上路 8. 无法长大 9. 八十年代的歌 10. 再见北京                      |
| 4 | 署前街少年 | 2022年8月29日  | 独立     | 上海九平指文化工作室 | ☆ 1. 阿卜杜拉 2. 小雨中 3. 少女 4. 凌晨计程车 5. 我记得 6. 船长 7. 程艾影 8. 小行迹 9. 三里屯的夜 10. 署前街少年          |

### 单曲
| 发行年份 | 歌曲名称       | 备注                                        |
| -------- | -------------- | ------------------------------------------- |
| 2012     | 青春无处安放   |                                             |
| 2015     | 让我偷偷看你   | 收录在专辑《阿弥陀佛么么哒·一个孩子的心愿》 |
| 2015     | 再也不会去丽江 |                                             |
| 2017     | 静下来         |                                             |
| 2018     | 十九岁         |                                             |
| 2018     | 彩虹下面       | 电影《西虹市首富》推广曲                    |
| 2019     | 小人物         |                                             |
| 2023     | 欠父亲的话     | 电影《我爸没说的那件事》主题曲              |

### 现场专辑
| 发行日期       | 专辑名称      | 发行公司 | Live曲目 |
| -------------- | ------------- | -------- | --- |
| 2024年11月12日 | 没有信号 LIVE | 华宇世博 | ☆ 1. 开往北京的火车 2. 小行迹 3. 我们的时光+彩虹下面 4. 梦中的哈德森 5. 成都 6. 船长 7. 鼓楼 8. 画 9. 朵 10. 署前街少年 11. 不能自主 12. 我记得 |

## 演唱会

### 十个轮子上的民谣之路 全国巡演（2012年）
| 場次 | 日期           | 城市 | 場館              | 備註                       |
| 1    | 2012年10月6日  | 成都 | 马丘比丘          |                            |
| 2    | 2012年10月7日  | 重庆 | moon club         |                            |
| 3    | 2012年10月10日 | 武汉 | 173艺术空间       |                            |
| 4    | 2012年10月13日 | 常州 | 乐部尚书livehouse |                            |
| 5    | 2012年10月17日 | 上海 | 696 Live          |                            |
| 6    | 2012年10月20日 | 上海 | 朱家角古镇        | 第六届上海朱家角水乡音乐节 |
| 7    | 2012年10月22日 | 杭州 | 酒球会            |                            |
| 8    | 2012年10月27日 | 厦门 | 夢旅人音樂客棧    |                            |
| 9    | 2012年11月2日  | 香港 | 中文大学          |                            |
| 10   | 2012年11月3日  | 深圳 | 深圳              |                            |
| 11   | 2012年11月4日  | 广州 | 喜窝              |                            |

### 我们的时光 全国巡演（2015年-2016年）
| 場次 | 日期           | 城市 | 場館       |
| 1    | 2015年11月15日 | 北京 | 北展剧场   |
| 2    | 2015年11月20日 | 武汉 | 湖北剧院   |
| 3    | 2015年11月22日 | 郑州 | 保利大剧院 |
| 4    | 2015年11月27日 | 西安 | 曲江大剧院 |
| 5    | 2015年11月29日 | 南京 | 太阳宫剧场 |
| 6    | 2015年12月4日  | 天津 | 天津大礼堂 |
| 7    | 2015年12月6日  | 沈阳 | 中华剧院   |
| 8    | 2015年12月12日 | 杭州 | 杭州剧院   |
| 9    | 2015年12月18日 | 济南 | 珍珠泉剧院 |
| 10   | 2015年12月20日 | 青岛 | 人民大礼堂 |
| 11   | 2015年12月24日 | 深圳 | 南山聚橙院 |
| 12   | 2016年1月8日   | 成都 | 锦城艺术宫 |
| 13   | 2016年1月10日  | 重庆 | 重庆大礼堂 |

### 無法長大 全国巡演（2016年-2017年）
| 場次 | 日期           | 城市 | 場館                       |
| 1    | 2016年9月25日  | 天津 | 天津大礼堂                 |
| 2    | 2016年10月14日 | 南京 | 太阳宫剧场                 |
| 3    | 2016年10月30日 | 西安 | 曲江大礼堂                 |
| 4    | 2016年11月5日  | 成都 | 电子科技大学沙河校区体育馆 |
| 5    | 2016年11月6日  | 成都 | 电子科技大学沙河校区体育馆 |
| 6    | 2016年11月12日 | 合肥 | 合肥大剧院                 |
| 7    | 2016年11月19日 | 上海 | 上海国际体操中心           |
| 8    | 2016年11月26日 | 深圳 | 深圳体育馆                 |
| 8    | 2016年12月3日  | 武汉 | 湖北剧院                   |
| 9    | 2016年12月10日 | 厦门 | 嘉庚剧院                   |
| 10   | 2016年12月17日 | 北京 | 奥体中心体育馆             |
| 11   | 2016年12月24日 | 重庆 | 重庆人民大厦会堂           |
| 12   | 2017年1月7日   | 杭州 | 杭州剧院                   |
| 13   | 2017年1月14日  | 广州 | 中山纪念堂                 |
| 14   | 2017年4月1日   | 郑州 | 河南省人民会堂             |
| 15   | 2017年4月9日   | 青岛 | 青岛新兴体育馆             |
| 16   | 2017年4月16日  | 济南 | 济南奥体中心体育馆         |
| 17   | 2017年4月29日  | 沈阳 | 辽宁中华剧场               |

### 浮游 北京演唱会（2017年）
| 場次 | 日期           | 城市 | 場館       |
| 1    | 2017年11月18日 | 北京 | 工人体育馆 |

### 2495 巡回演唱会（2018年）
| 場次 | 日期           | 城市 | 場館                           |
| 1    | 2018年8月25日  | 成都 | 五粮液成都演艺中心             |
| 2    | 2018年9月1日   | 深圳 | 华润深圳湾体育中心“春茧”体育馆 |
| 3    | 2018年9月8日   | 济南 | 济南奥体中心东荷体育馆         |
| 4    | 2018年9月15日  | 西安 | 西安城市运动公园体育馆         |
| 5    | 2018年10月12日 | 南京 | 南京奥体中心体育馆             |
| 6    | 2018年10月27日 | 长沙 | 湖南国际会展中心               |

### 没有信号 巡回演唱会（2024年）
| 場次 | 日期          | 城市 | 場館                       |
| 1    | 2024年3月16日 | 南京 | 南京青奥体育公园体育馆     |
| 2    | 2024年3月23日 | 郑州 | 郑州奥林匹克体育中心体育馆 |
| 3    | 2024年3月30日 | 西安 | 西安奥体中心体育馆         |
| 4    | 2024年4月6日  | 济南 | 济南奥体中心体育馆         |
| 5    | 2024年4月27日 | 佛山 | 佛山国际体育文化演艺中心   |

## 獎項紀錄

### 金曲獎
| 年份   | 屆次         | 專輯           | 獎項             | 結果 |
| ------ | ------------ | -------------- | ---------------- | ---- |
| 2023年 | 第34屆金曲獎 | 《署前街少年》 | 最佳華語男歌手獎 | 提名 |